# Dunster House

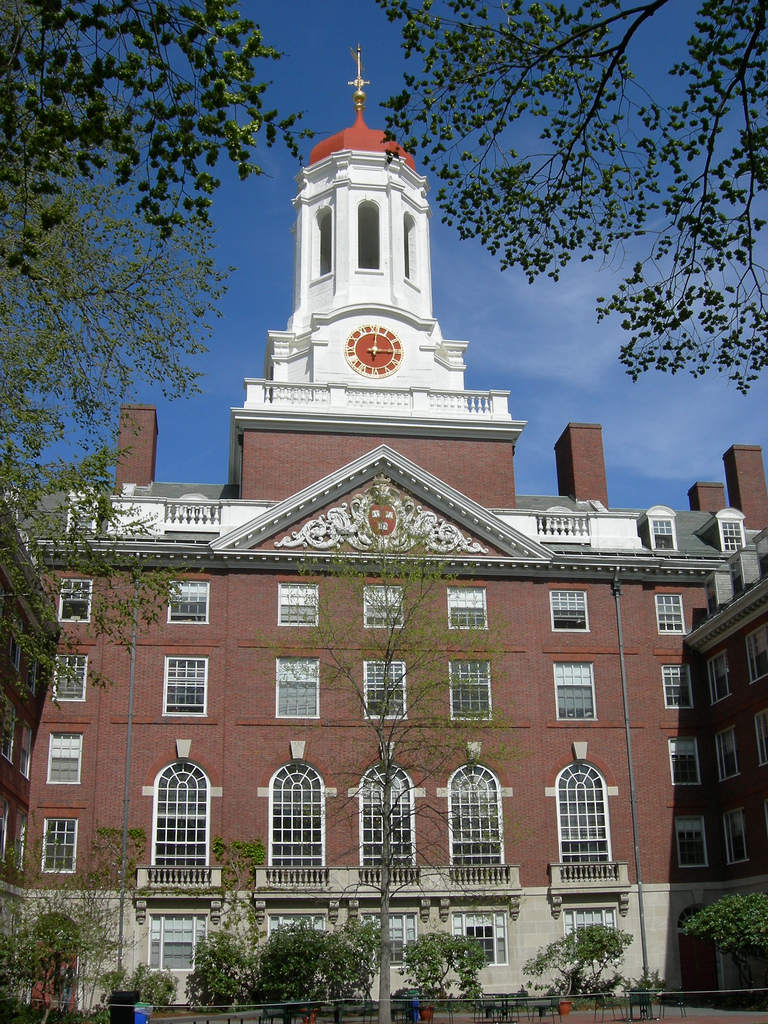
Vista della torre della Dunster House

La Dunster House è una delle 12 residenze per studenti undergraduate presenti ad Harvard. L'edificio fu edificato nel 1930 e prese il nome da Henry Dunster, primo rettore dell'università. Nel passato era la residenza per gli studenti meno abbienti, tanto da non essere provvista nemmeno di un ascensore.  La Dunster House è celebre tra gli studenti per la tradizione del Capretto Arrosto che ha luogo ogni primavera.

## Inquilini celebri
- Al Gore
- Tommy Lee Jones
- Al Franken
- Darren Aronofsky
- Christopher Durang
- Susan Faludi
- David Halberstam
- Lindsay Hyde
- Jean Kwok
- Norman Mailer
- Erich Segal
- Caspar Weinberger
- Ryan Fitzpatrick
- Deval Patrick